# Mahane Yehuda Market

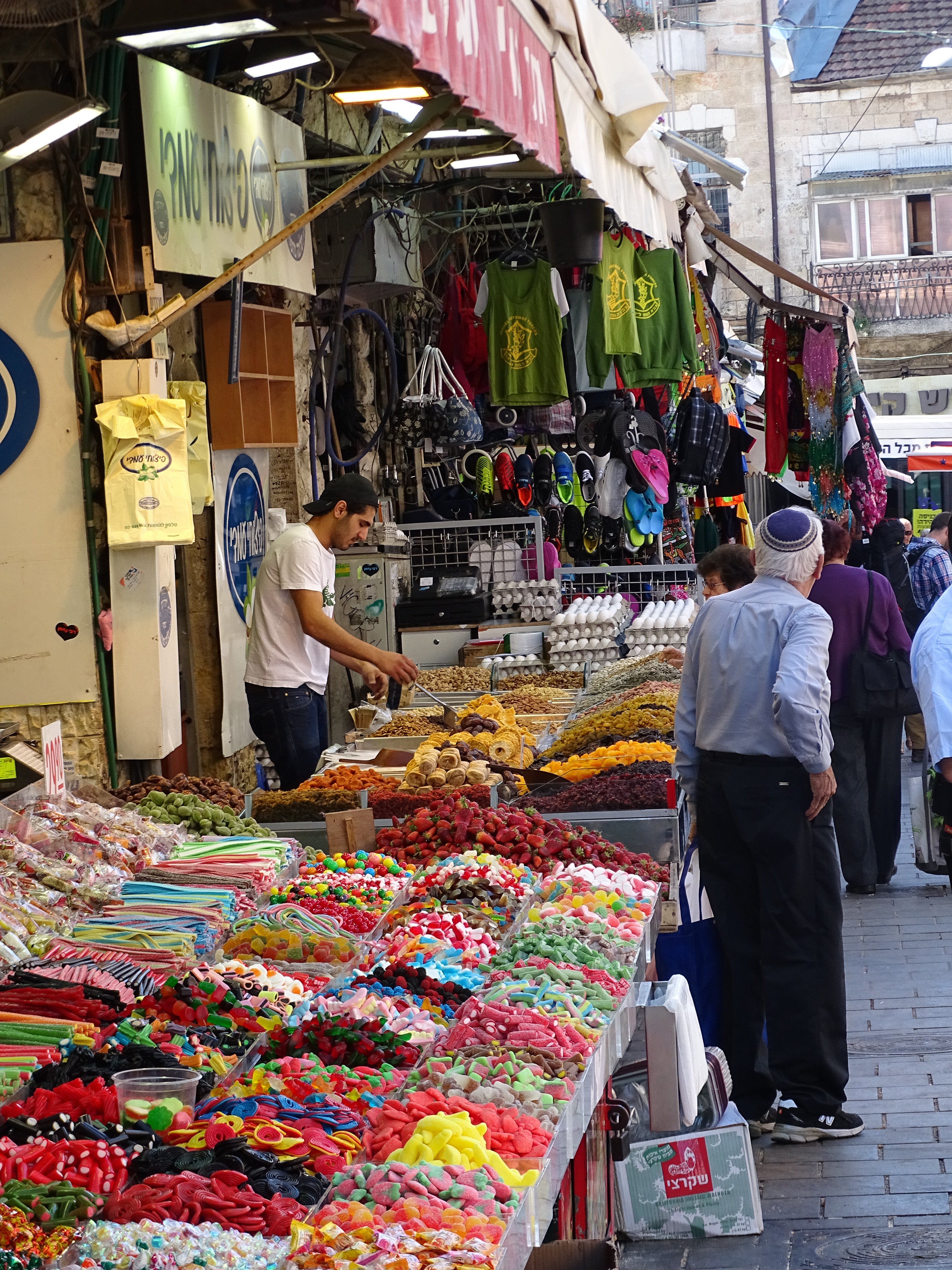
Mahane Yehuda Market, Mahane-Yehuda-Straße

Der Machane Yehuda Markt (in Sprachen ohne den Laut ch (IPA χ): auch Mahane Yehuda Market geschrieben) in der israelischen Stadt Jerusalem gilt mit etwa 200.000 Besuchern in der Woche  als der größte Markt in Israel. Der Markt heißt auf
hebräisch שׁוּק מַחֲנֶה יְהוּדָה Schūq Machaneh Jəhūdah, englisch Mahaneh Yehuda Market, daher der Kurzname „shuk“. Der Markt ist benannt nach dem nördlich angrenzenden Viertel hebräisch מַחֲנֶה יְהוּדָה Machaneh Jəhūdah, deutsch ‚Lager Jehudas‘.

## Lage, Gestaltung
Mahane Yehuda Market grenzt im Süden an die Stadtviertel Zikhron Yosef und Nachlaot. Er liegt immer noch im Zentrum von Jerusalem, etwa 1,9 km in nordwestlicher Richtung vom Jaffator, dem Haupteingang zur Altstadt von Jerusalem, entfernt. Nach außen ist er abgegrenzt durch die Straßen Jaffa Street (hebr. Derech Jafo) im Norden, Agrippas Street (auch Agripas Street) im Süden, Beit Yaʿakov im Westen und Kiakh Street im Osten. Zwischen der Jaffa Street und Agrippas Street verlaufen die eigentlichen Marktstraßen Machane Yehuda Street und Eitz Chayim Street (Etz Chayyim Street); seitlich und zwischen diesen beiden Straßen befinden sich zahlreiche kleine Gassen, die häufig nach Obst oder Nüssen benannt sind. Am nördlichen Ende, angrenzend an die Jaffa Street, befindet sich heute noch der so genannte Irakische Markt, entstanden um 1931 und benannt nach zugewanderten irakischen Juden, die sich dort mit ihren Geschäften niederließen.
Machane Yehuda Market ist teils überdacht, teils ein Open-air-Markt. Eine der Hauptstraßen, Etz Chayyim Street, ist wie auch die meisten schmalen Quergassen überdacht, während die relativ breite Machane Yehuda Street eine übliche nicht überdachte Straße ist. Die Überdachung, die zu unterschiedlichen Zeiten entstand, ist meist in Leichtbauweise ausgeführt und durchwegs lichtdurchlässig.

Die Überdachung des Markts
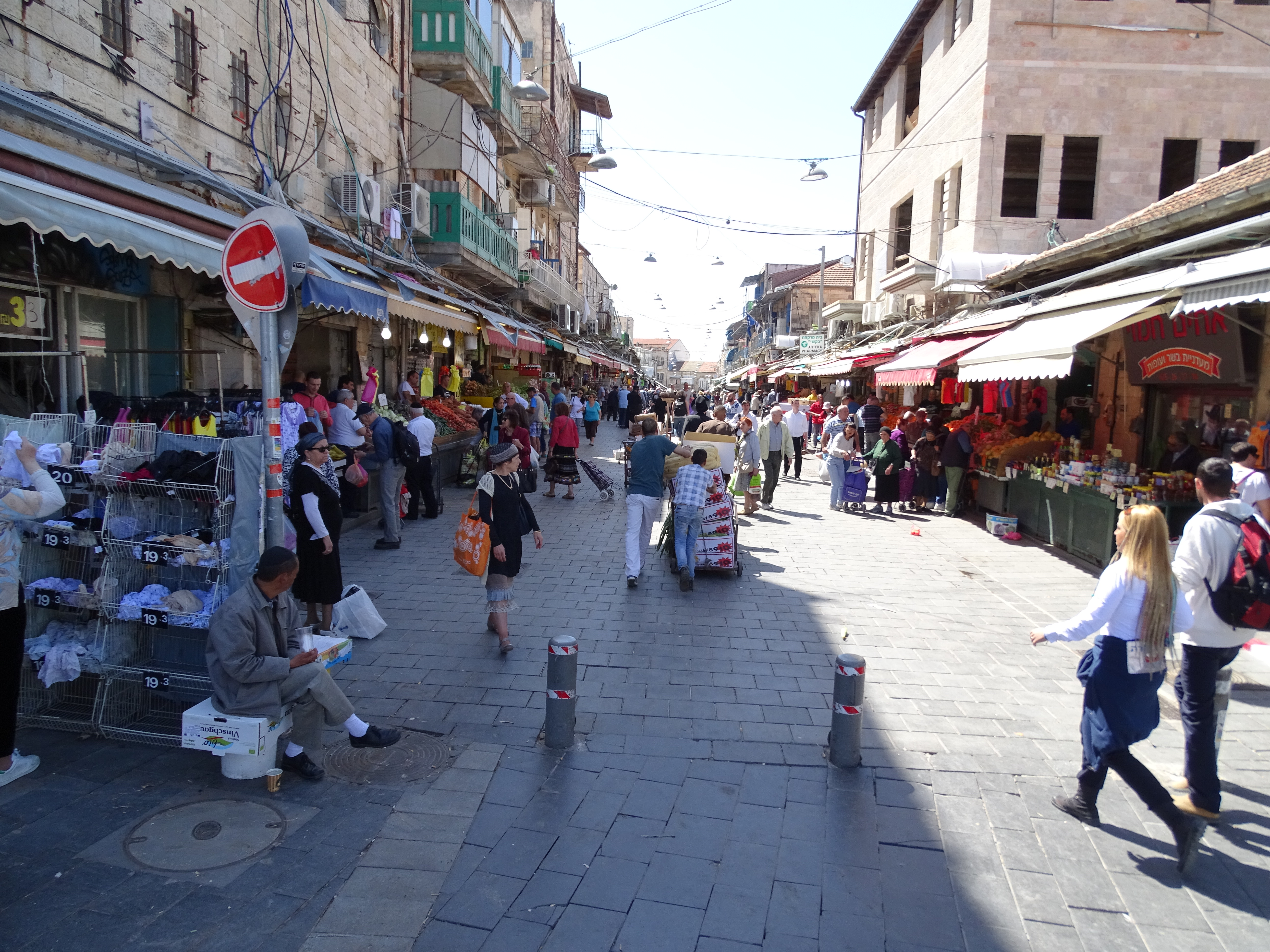
Machane-Yehuda-Straße, nicht überdacht
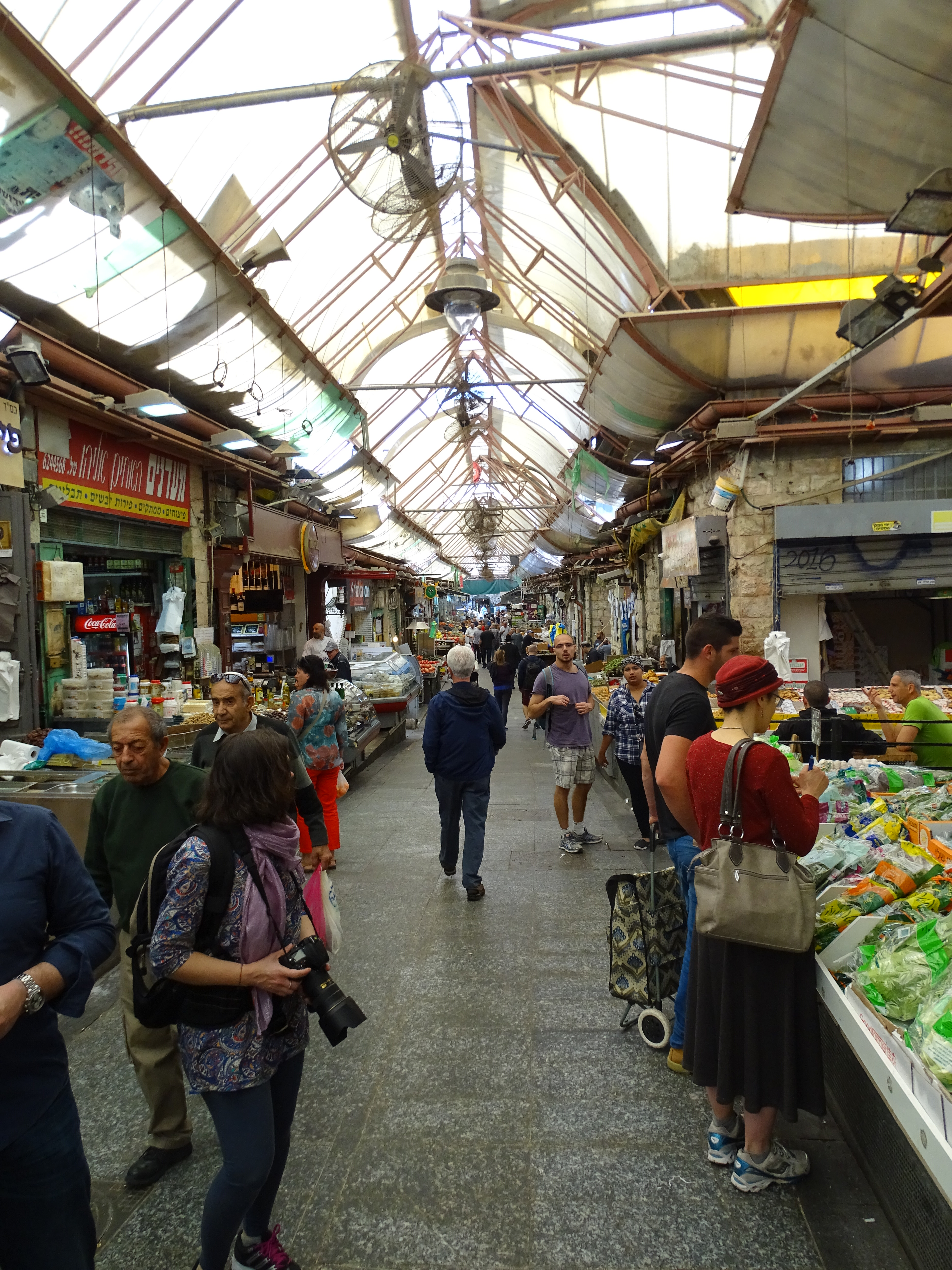
Etz-Chayyim-Straße, lichtdurchlässig überdacht
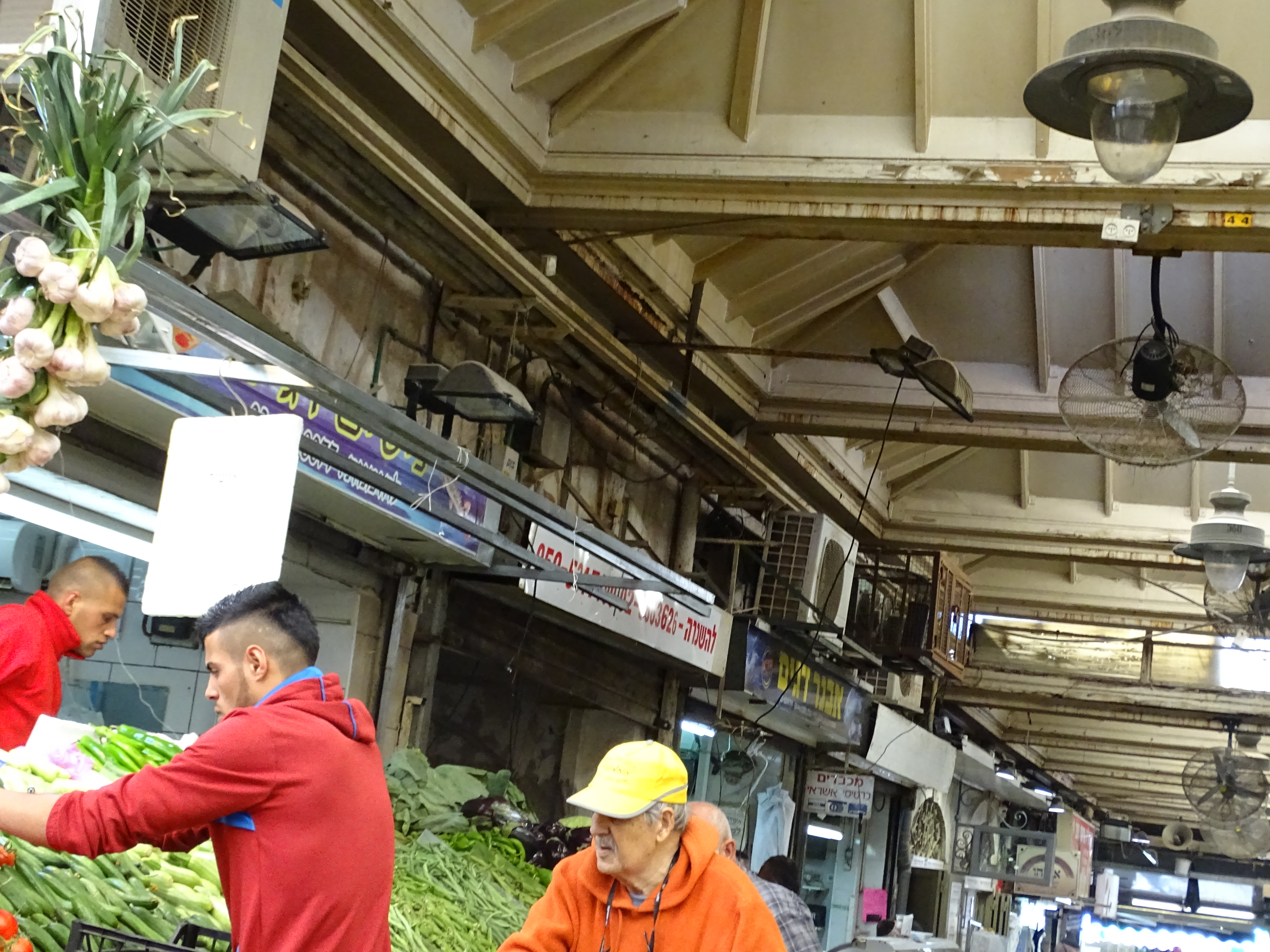
Eine Quergasse, nicht lichtdurchlässige Überdachung
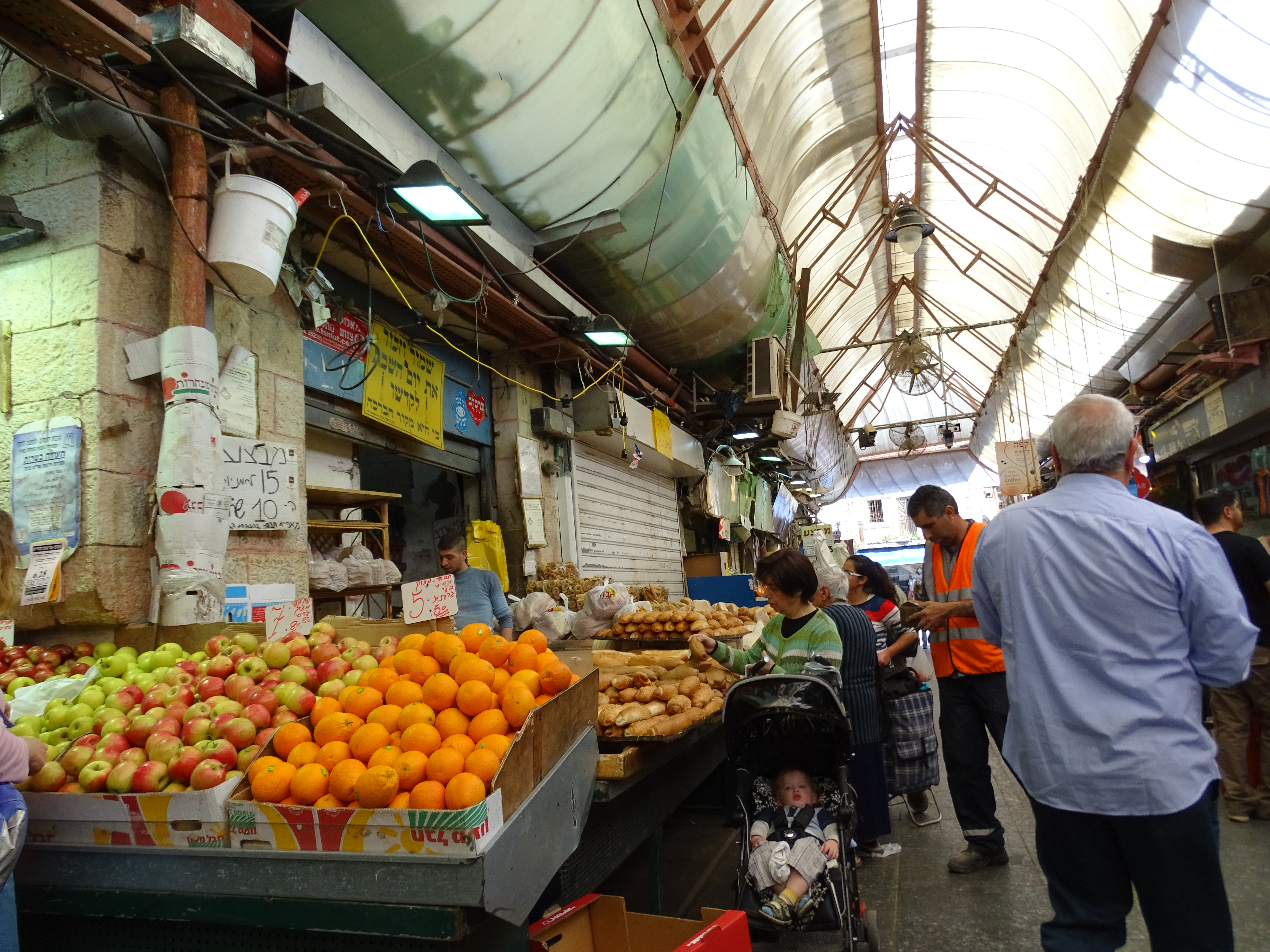
Eine Quergasse, lichtdurchlässige Überdachung

## Geschichte

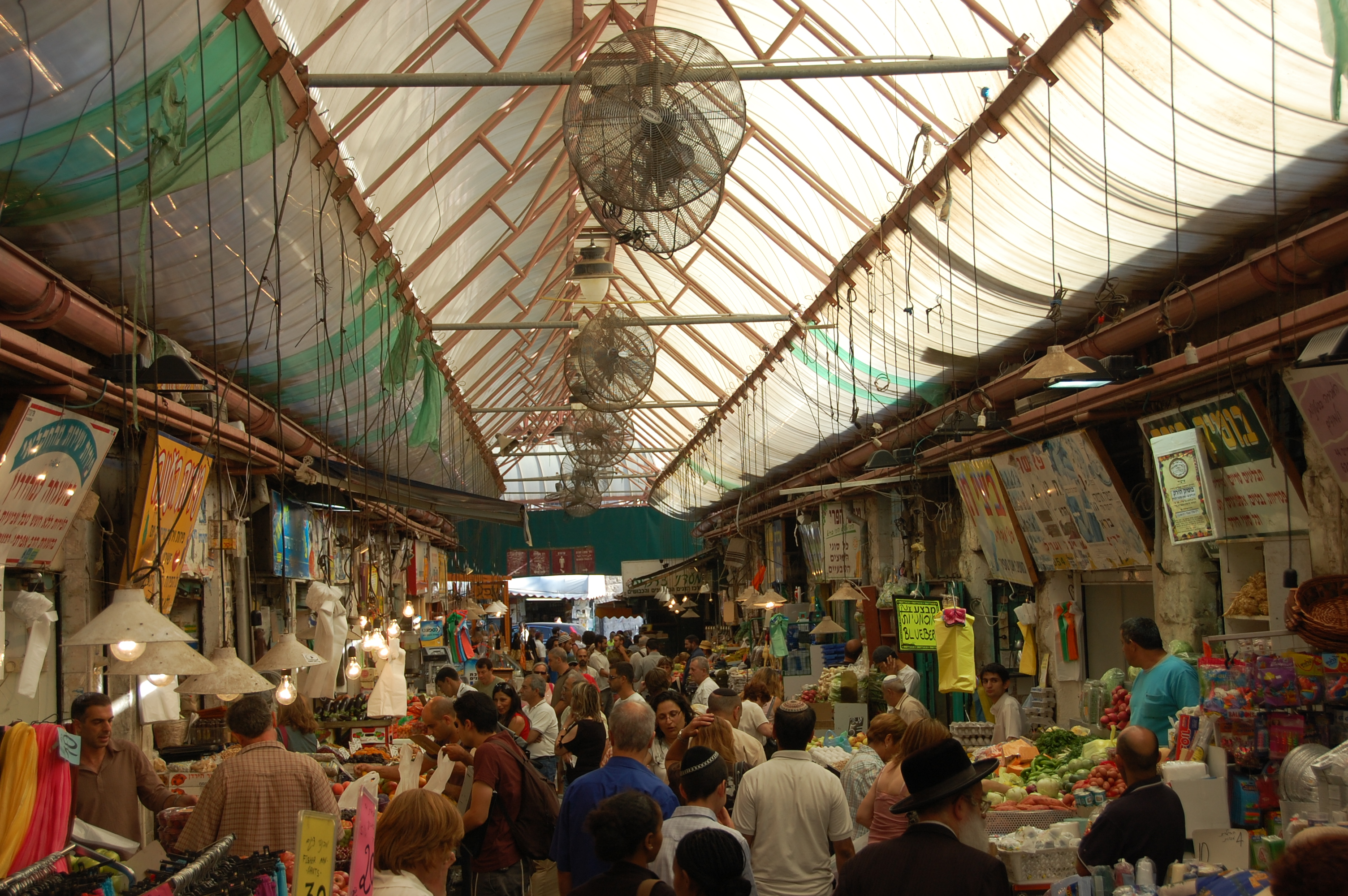
Machane Jehuda Market, hier Straße Etz Chayyim

Ende des 19. Jahrhunderts entstanden einige neue Stadtviertel außerhalb der Jerusalemer Altstadt, darunter auch Machaneh Jehudah, das Johannes Frutiger, Joseph Navon und Schalom Konstrum 1887 gegründet haben. Die Kundschaft zog einige arabische Händler aus der Altstadt an. Um die gleiche Zeit entstand auch Beit Yaʿakov Markt, ein Markt jüdischer Händler, der alsbald nach dem Stadtviertel Machane Yehuda genannt wurde. Die Händlerstände waren nur improvisiert.
Während der osmanischen Herrschaft (bis etwa 1917) wuchs der Markt recht planlos und ohne Infrastruktur, und noch Ende der 1920er Jahre, unter dem Britischen Mandat (ab 1920), waren die sanitären Einrichtungen in einem derart desolaten Zustand, dass die britischen Behörden den Markt schließlich räumen ließen. Während der folgenden zehn Jahre wurde der Markt dann nach und nach neu ausgebaut und man fing an, ihn mit dauerhaften Ständen und Gebäuden für die Händler auszustatten. Die Neueröffnung wird mit 1928 angegeben. Während die Jerusalemer Stadtverwaltung in Reaktion auf die jüdisch-arabischen Unruhen von 1929 versuchte, nur jüdischen Händlern Stände zu erlauben, sprachen sich jüdische Händler dafür aus, mit arabischen Händlern Seite an Seite zu verkaufen.
Die ursprünglichen großzügigen Pläne des ersten Gouverneurs von Jerusalem Ronald Storrs für eine grundlegende Modernisierung des Markts, die er nach 1920 machte und mit deren Ausarbeitung er den damals (1918–1922) in Jerusalem tätigen Architekten und städtebaulichen Berater Charles Ashbee beauftragte, konnten jedoch wegen Haushaltskürzungen nicht sofort umgesetzt werden. Sie wurden erst später und zwar in einem eingeschränkten Umfang angegangen (wie auch zahlreiche Markterweiterungen).
Das heutige Aussehen des Markts steht auch unter dem Einfluss einer größeren Restaurierung und baulichen Umgestaltung nach 2000: Die baulichen Maßnahmen, die von den Händlern aus Eigeninitiative hervorgingen und durch ihre Mahane Yehuda Merchants Association veranlasst wurden, betrafen auch die Öffnung des Marktes für andere, mittelständische Schichten und für die „neue Generation“, wie der Vorsitzende der Händlervereinigung beabsichtigte. Das führte allerdings auch dazu, dass man seitdem in den Medien auch teils besorgte Berichte über den Einzug von Boutiquen, Delikatessgeschäften für Genießer, unspezifische mediterrane Bistros und Ähnliches findet und die Ursachen für die Veränderungen des Charakters des Marktes in einer „Globalisierung“ zu finden glaubt.

### Covid-Lockdown, Angriffe auf den Markt

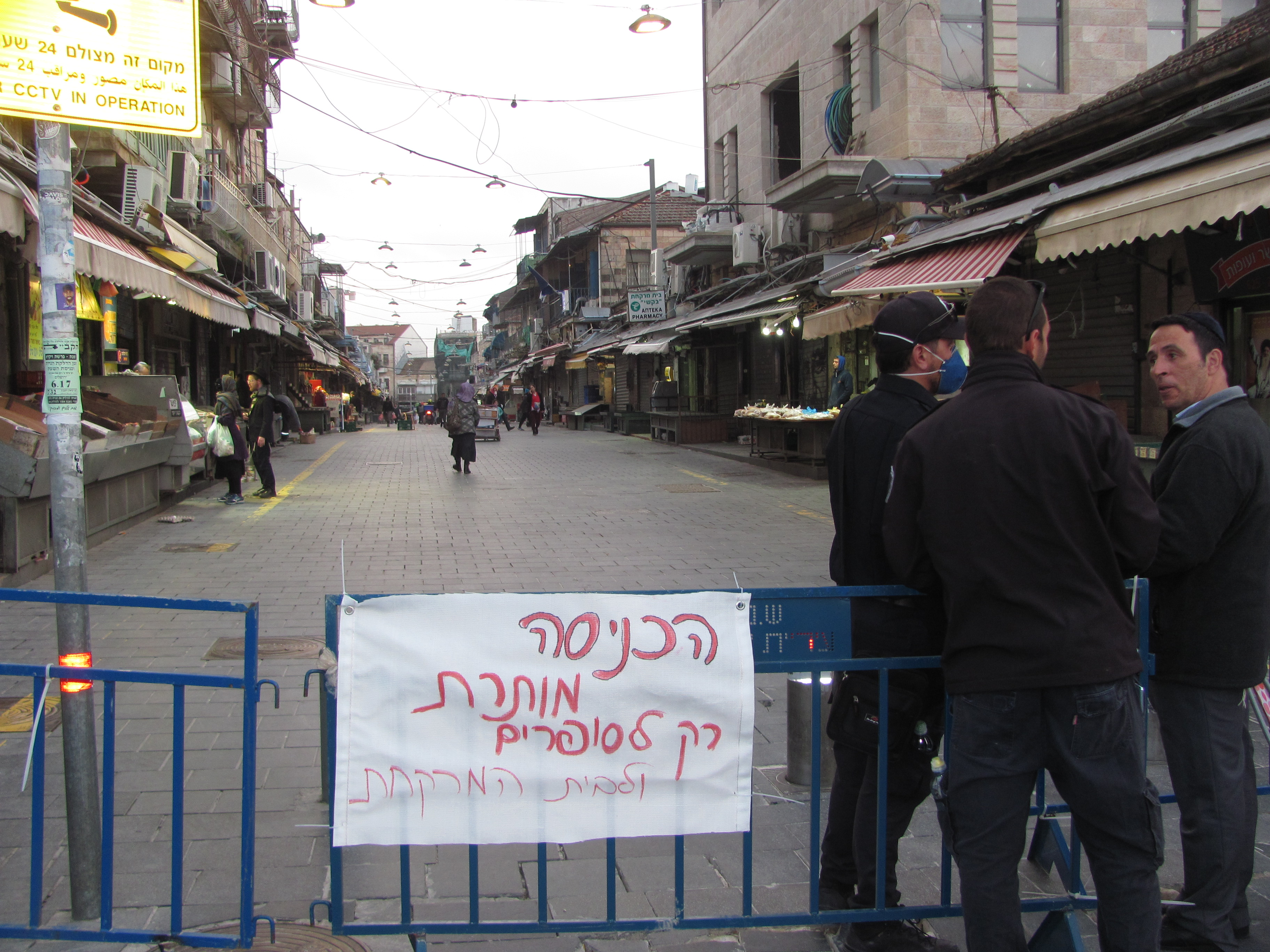
Shuk im Lockdown (März 2020), die Inschrift heißt übersetzt: „Eintritt nur zu den Supermärkten und zur Apotheke gestattet“

Während des Lockdowns im Zuge der Corona-Pandemie wurde der Markt Ende März 2020 für mehr als 40 Tage komplett geschlossen, am 7. Mai 2020 fand die Wiedereröffnung statt. Daneben gab es jedoch im Zeitraum etwa März 2020 bis März 2021 weitgehende Schließungen, während der nur einige Geschäfte offen blieben. Die meisten Marktstände blieben zu. Das führte zu zahlreichen Protesten der Händler. Sie fühlten sich benachteiligt, weil die zahlreichen sonstigen Märkte wie auch Filialen der Supermarktketten offenblieben.
Mahane Yehuda Market wurde in der Vergangenheit einige Male Ziel terroristischer Angriffe:
- am 30. Juli 1997 mit 16 Todesopfern und 178 Verletzten, am 6. November 1998 mit 6 Verletzten.

- Am 12. April 2002 sprengte sich an einer Bushaltestelle beim Markt eine palästinensische Selbstmordattentäterin in die Luft und tötete sechs Menschen und verletzte Dutzende[17] weitere (→ Anschlag auf den Mahane-Yehuda-Markt 2002).

Im Mai 2021 stachen vier religiöse Juden auf dem Machane-Yehuda-Markt auf einen Palästinenser ein, der in einem Restaurant in der Nähe arbeitete. Davor hatten sie ihn mit Pfefferspray attackiert und geschlagen. Er erlitt schwere Verletzungen an Lunge und Leber. Die Angreifer wurden wegen Terrorismus und versuchten Mordes angeklagt.

## Angebot
Der Machane Yehuda Market ist der größte, belebteste und ethnisch vielfältigste freistehende Markt in Israel. Der Markt mit seinen Händlern, deren Zahl zwischen 250 und 350 schwankt, wird wöchentlich von etwa 200.000 Menschen besucht (Stand 2012). Das Angebot besteht aus Gemüse und Obst, ferner Gewürzen, Nüssen; Fleisch- wie Fischangebote sind ebenfalls vorhanden wie auch andere Lebensmittel. An vielen Ständen werden typische Produkte der lokalen Küche angeboten wie Baklava, Halva, Gebäck, Schawarma, Kibbeh, Kebab, Schaschlik, Knafeh und andere. Im Markt befinden sich ebenfalls Tee- und Kaffee-Shops sowie Bars.

Warenangebot
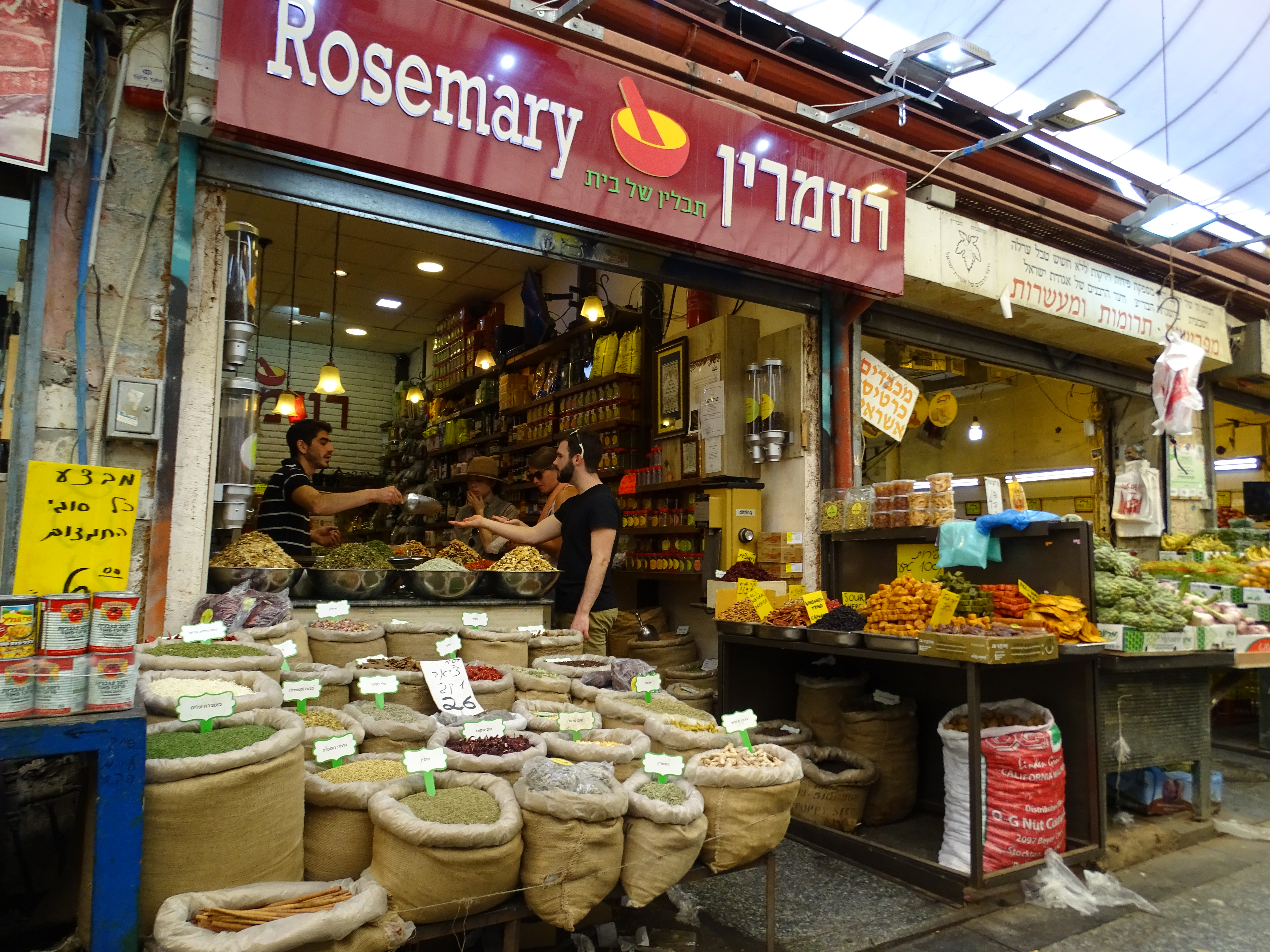
Gewürze u. a.
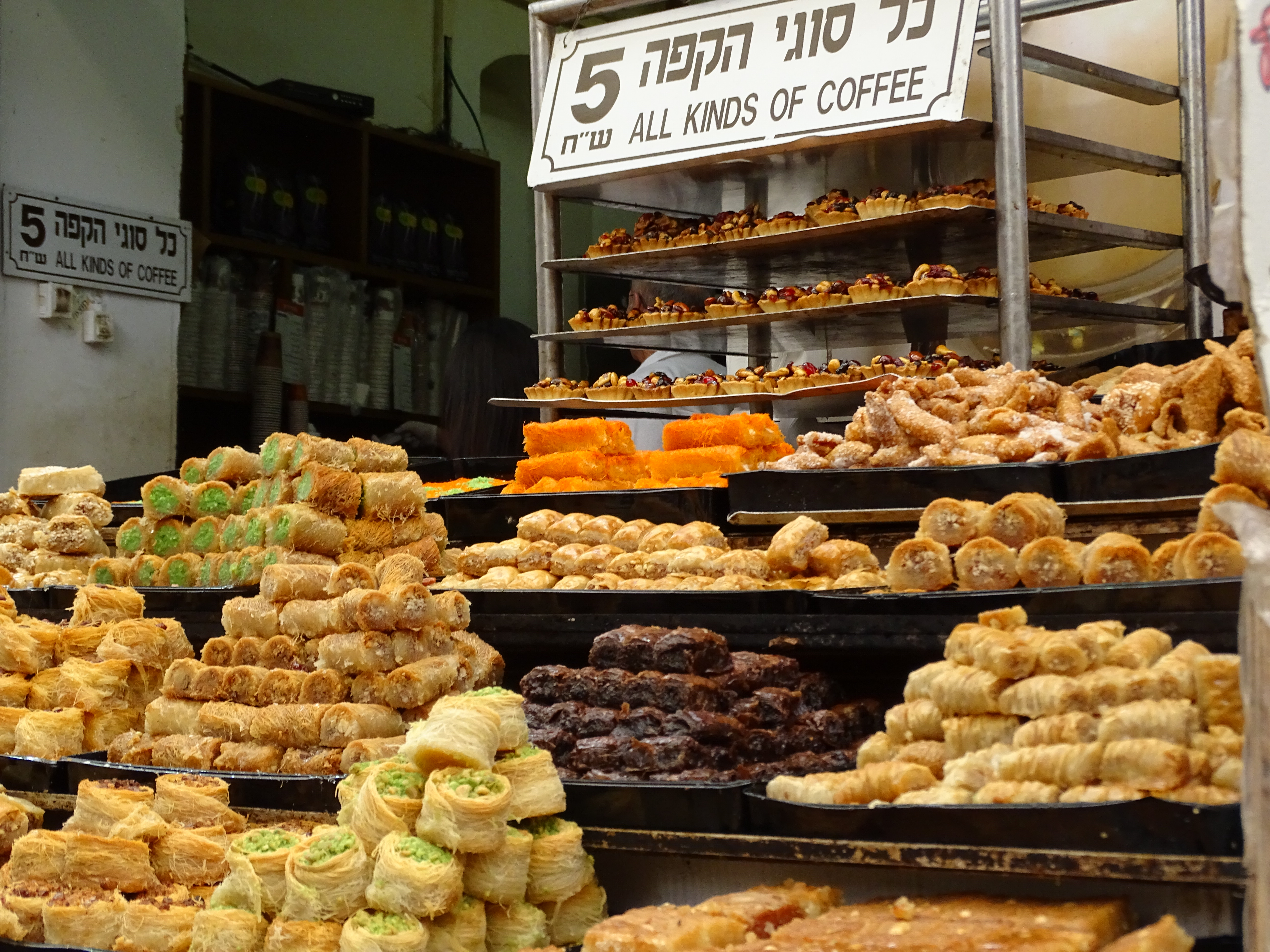
Süßigkeiten
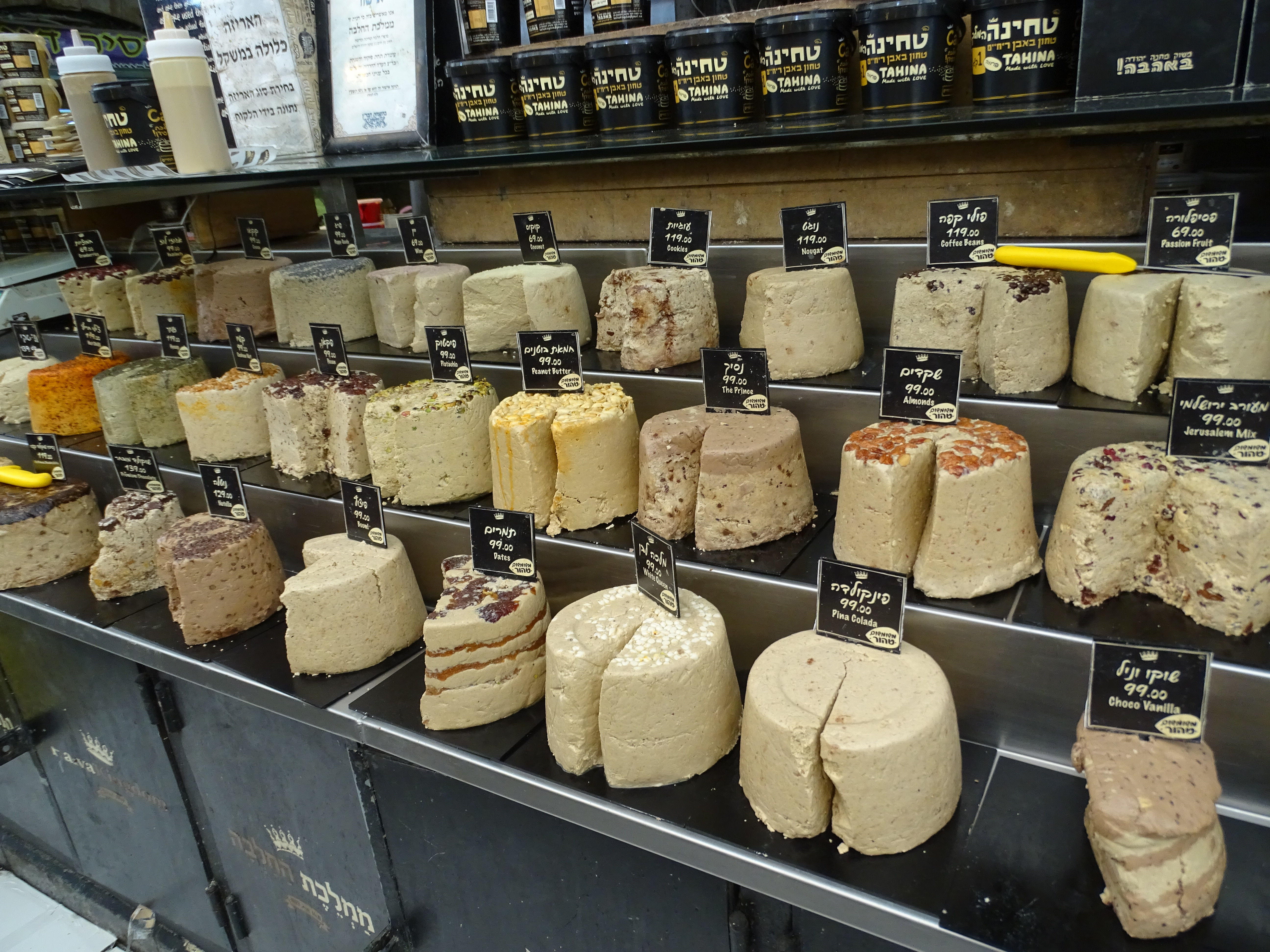
Süßigkeiten
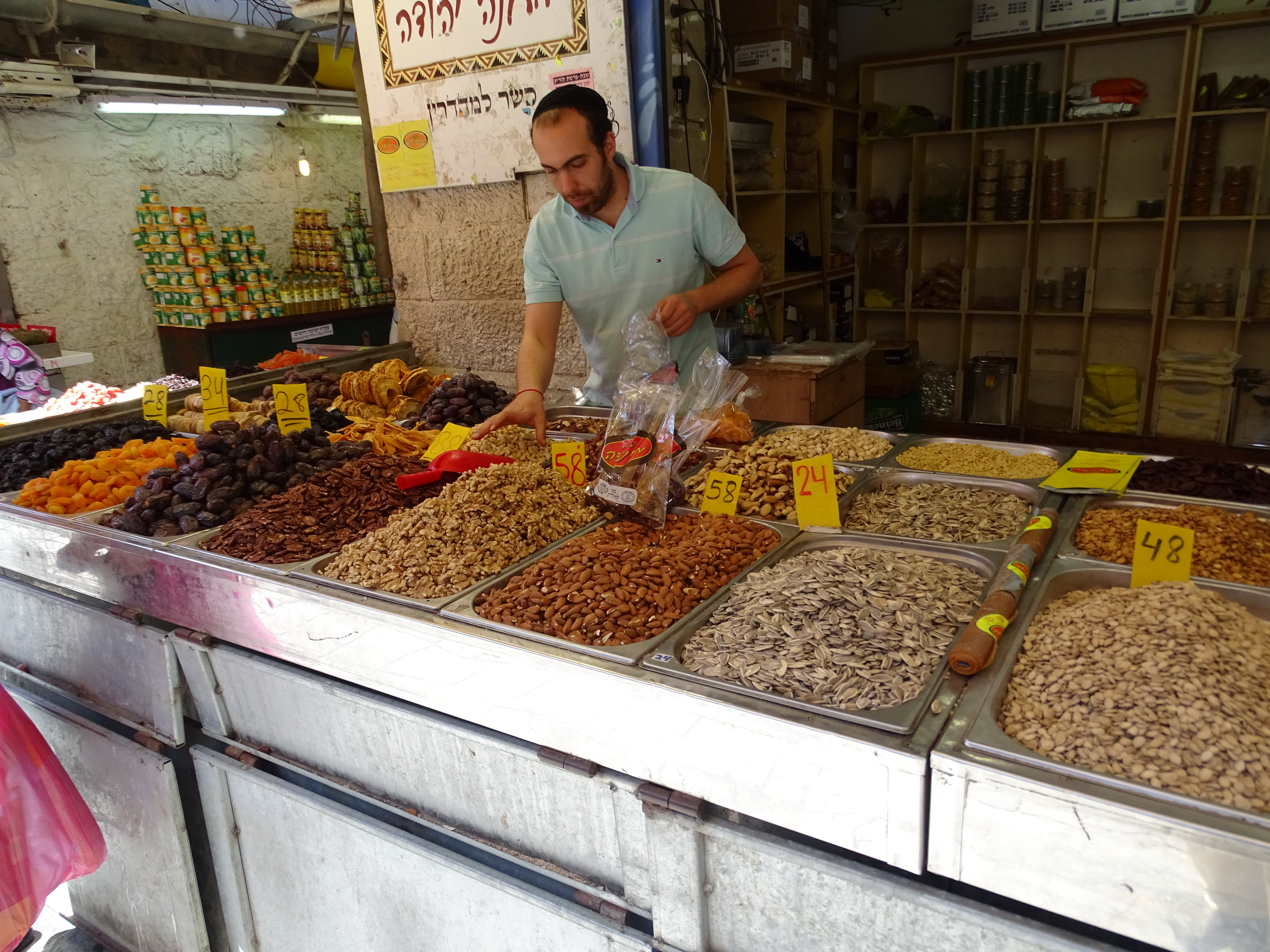
Nüsse

Gleichzeitig mit den baulichen Neuerungen nach 2000 erweiterte der Markt seine Angebotspalette um Bereiche des Entertainments und wurde zum Veranstaltungsort für verschiedene Festivals, Konzerte und Kultur- sowie Kunstveranstaltungen, die viele Zuschauer anlocken. Zu den bekannten gehört unter anderem das „Balabasta“-Festival, das seit 2010 jährlich im Sommer jeden Montag abends über die Nacht stattfindet mit Angeboten an Musik, Tänzern, Video-Art usw. Auch während der anderen Nächte wird der Markt heute wegen des Angebots an Bars, Restaurants und Musik als ein besonderer Anziehungspunkt des Jerusalemer Nachtlebens angesehen.